# Afroneta basilewskyi
Afroneta basilewskyi là một loài nhện trong họ Linyphiidae.
Loài này thuộc chi Afroneta. Afroneta basilewskyi được Herman Theodor Holm miêu tả năm 1968.